# 薩加莫爾山電波天文台
薩加莫爾山電波天文台是位於麻塞諸塞州漢彌爾敦的一個太陽電波觀測台，每天都對太陽進行觀測以獲得科學性的資料。它是電波太陽望遠鏡網路（Radio Solar Telescope Network，RSTN）的主要元件。

## 歷史
在20世紀1960年代的早期，因為某些太空天氣事件可能會干擾到美國將人類送上月球的目標，使他受到重視。這些問題中，最重要的起源於太陽的地磁風暴。第二型米級電波暴發、日冕衝擊波或日冕物質拋射，都與日常已知的太陽閃焰相關聯。美國空軍研究實驗室（United States Air Force Research Laboratory，AFRL）因此被分配基於地面太陽觀測站網路的開發和驗證。AFRL建立了全球的網路，可以掃描各種頻率的答錄機，估計日冕造成衝擊的可能速度。原型機在1960年代初期就是在薩加莫爾山進行組裝和操作，天文台於1966年開始例行的太陽巡邏。
在1978年10月，天文台的運作由美國空軍地質實驗室（Air Force Geophysics Laboratory，AFGL） 轉換成美國空軍。這個天文台現在已經脫離美國空軍氣象局（Air Force Weather Agency，AFWA）第二氣象群的第二氣象中隊第二特遣隊。第二氣象中隊目前還掌管其它位於夏威夷巴里胡亞、義大利聖維托德伊諾爾曼尼和西澳大利亞利爾蒙斯的RSTN觀測站。

## 儀器
目前位於薩加莫爾山 RSTN 網站的儀器包括電波干涉監視組件（Radio Interference Monitoring Sets，RIMS）和太陽電波攝譜儀（Solar Radio Spectrograph，SRS）。RIMS系統包括三個可在八個不同頻率觀測的碟形天線，SRS系統包括兩個可在不同頻帶觀測的天線。
場站以前還有一架建造於1963年的150尺全可調控天線，但已經在1978年遷移到麻塞諸塞州威斯福特磨盤山觀測所。 

## 外部連結
- Air Force Weather Agency, 2nd Weather Group （页面存档备份，存于）
- Air Force Weather Agency （页面存档备份，存于）